# Eleccions legislatives tadjiks de 2015
L'1 de març de 2015 es van celebrar eleccions parlamentàries a la República del Tadjikistan. Foren les cinquenes eleccions parlamentàries en la història del Tadjikistan independent.

## Sistema electoral
Els 63 membres de l'Assemblea de Representants es trien per dos mètodes: 41 membres es trien en circumscripcions uninominals mitjançant el sistema de segona volta, mentre que 22 escons es trien per representació proporcional en una circumscripció única d'àmbit nacional, amb un llindar electoral del 5%. Els votants voten una sola vegada per un candidat en la seva circumscripció uninominal, i el total de vots rebuts en totes les circumscripcions s'utilitza per a determinar els escons proporcionals. En cada circumscripció, la participació dels votants ha de ser d'almenys el 50% perquè les eleccions es declarin vàlides.

## Campanya
Un total de 288 candidats es van presentar a les eleccions.

## Seguiment

### Seguretat
En el dia de les eleccions es van reforçar els controls de carretera amb vehicles blindats en els accessos a la capital, Duixanbe. Es va informar que la policia i els antidisturbis van examinar gairebé tots els vehicles que es van dirigir a Duixanbe i que es va reforçar les patrulles de les unitats policials pels carrers de la ciutat i, com és habitual, es van situar a prop dels col·legis electorals en cas de possibles incidents. A més, a petició de les autoritats, tots els operadors de telefonia mòbil del Tadjikistan van desconnectar el servei de missatges curts (SMS).

### Observació electoral
El seguiment electoral va ser realitzat per 528 observadors internacionals, més de 1.000 observadors locals i més de 100 corresponsals dels principals mitjans estrangers van cobrir les eleccions. L'Organització per a la Seguretat i la Cooperació a Europa (OSCE) també hi va enviar observadors a les eleccions.
Cap de les eleccions celebrades al Tadjikistan des de 1992 va ser considerada lliure o justa pels observadors internacionals.